# Edna Ermyntrude Bourne

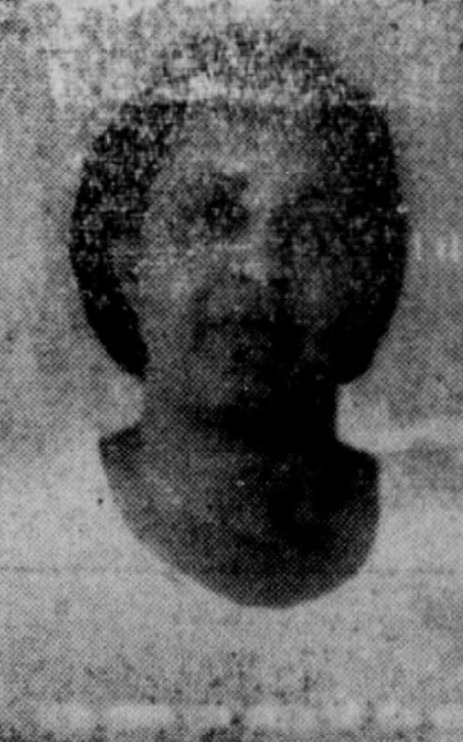
Chân dung (Edna Bourne, 1951)

Edna Ermyntrude "Ermie" Bourne là một chính trị gia đến từ Barbados, người phụ nữ đầu tiên được bầu vào Hạ viện của Barbados. Trong cuộc tổng tuyển cử năm 1951, Bourne được bầu làm đại diện cho giáo xứ St Andrew và phục vụ cho đến năm 1961.